# Simulium thienemanni
Simulium thienemanni är en tvåvingeart som beskrevs av Edwards 1934. Simulium thienemanni ingår i släktet Simulium och familjen knott. Inga underarter finns listade i Catalogue of Life.